# Kalat Uljan
Kalat Uljan (arab. قلعة عليان) – wieś w Syrii, w muhafazie Hama. W 2004 roku liczyła 257 mieszkańców.